# شمبانزي الوسط
 شمبانزي الوسط أو بعامة صلعاء هو تحت نوع من الشمبانزي العام يتواجد بشكل رئيسي في الغابون والكاميرون وجمهورية الكونغو، ولكن أيضا بشكل أقل في مناطق أخرى.